# Commando Memorial

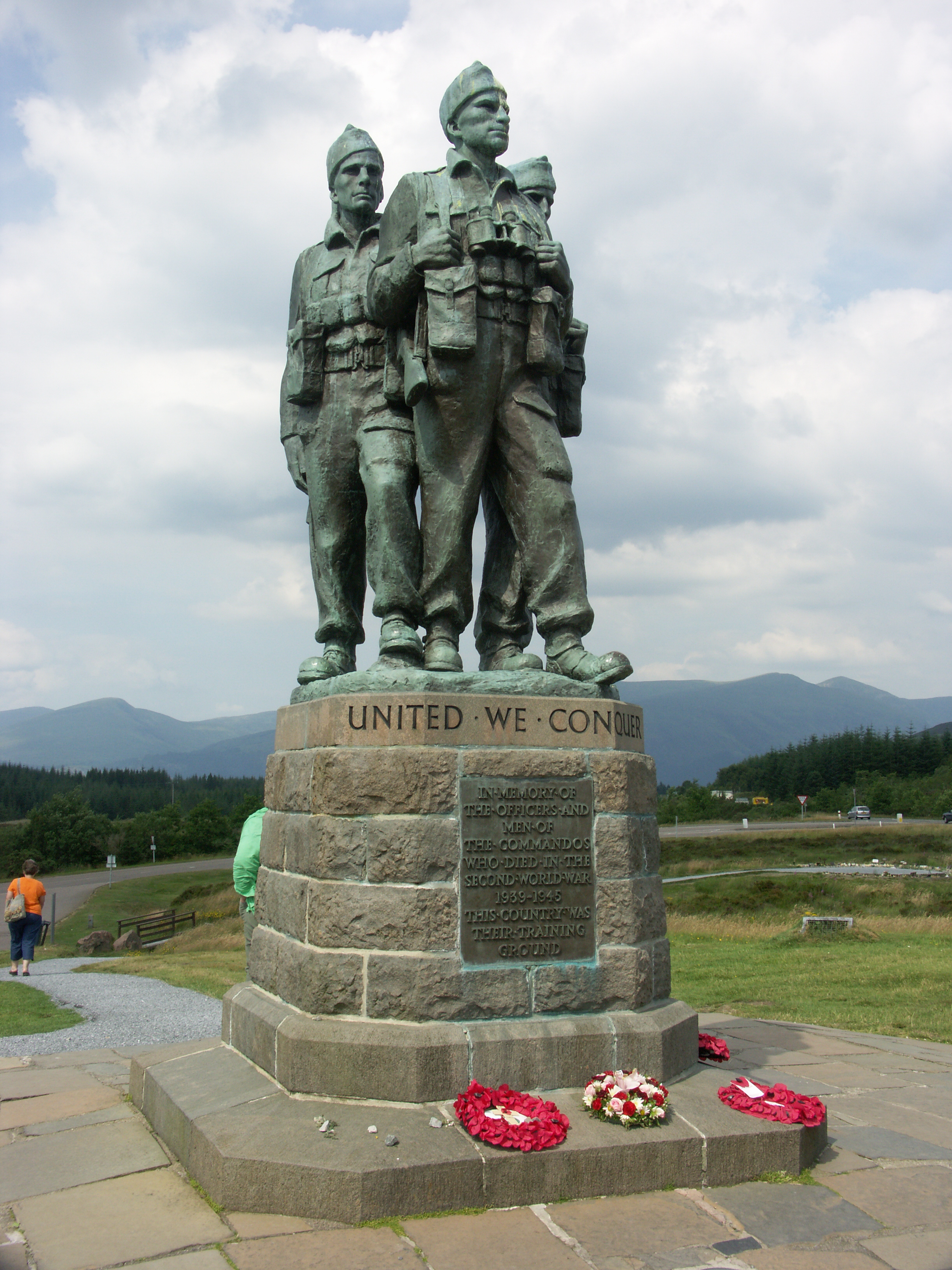
Commando Memorial – Höhe der Figuren: ca. 5,2 Meter (inkl. Sockel fast 8 Meter)

Das Commando Memorial ist ein Kriegerdenkmal an der A82 zwei Kilometer nordwestlich von Spean Bridge in Schottland.
Der schottische Bildhauer Scott Sutherland wurde mit dem Entwurf des Denkmals beauftragt, nachdem er einen nationalen Wettbewerb gewonnen hatte. Er war Professor für Bildhauerei an der Duncan of Jordanstone College of Art in Dundee. Scott Sutherland war selbst Veteran des Zweiten Weltkriegs – seine Nähe zum Thema prägte seine Arbeit tief.

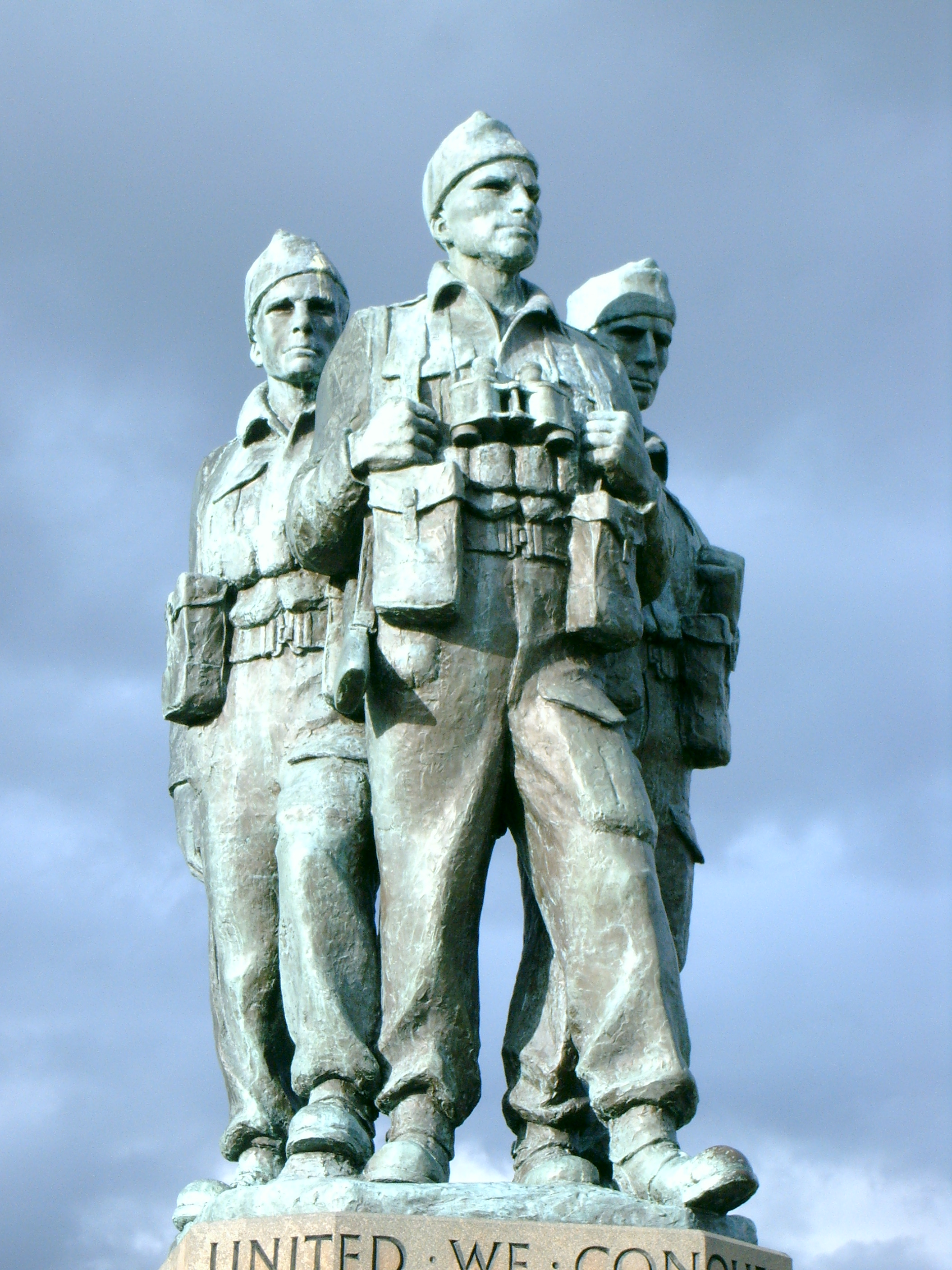
Detail

Das Monument wurde 1952 durch die Queen Mother zu Ehren der britischen Commandos des Zweiten Weltkriegs enthüllt. Das Denkmal liegt auf dem Weg vom Bahnhof Spean Bridge nach Achnacarry, wo während des Krieges die Ausbildung der Commandos stattfand. Durch seine Lage oberhalb von Spean Bridge am Rande des Great Glen bietet es eine gute Aussicht auf den Ben Nevis und die umliegenden Berge.

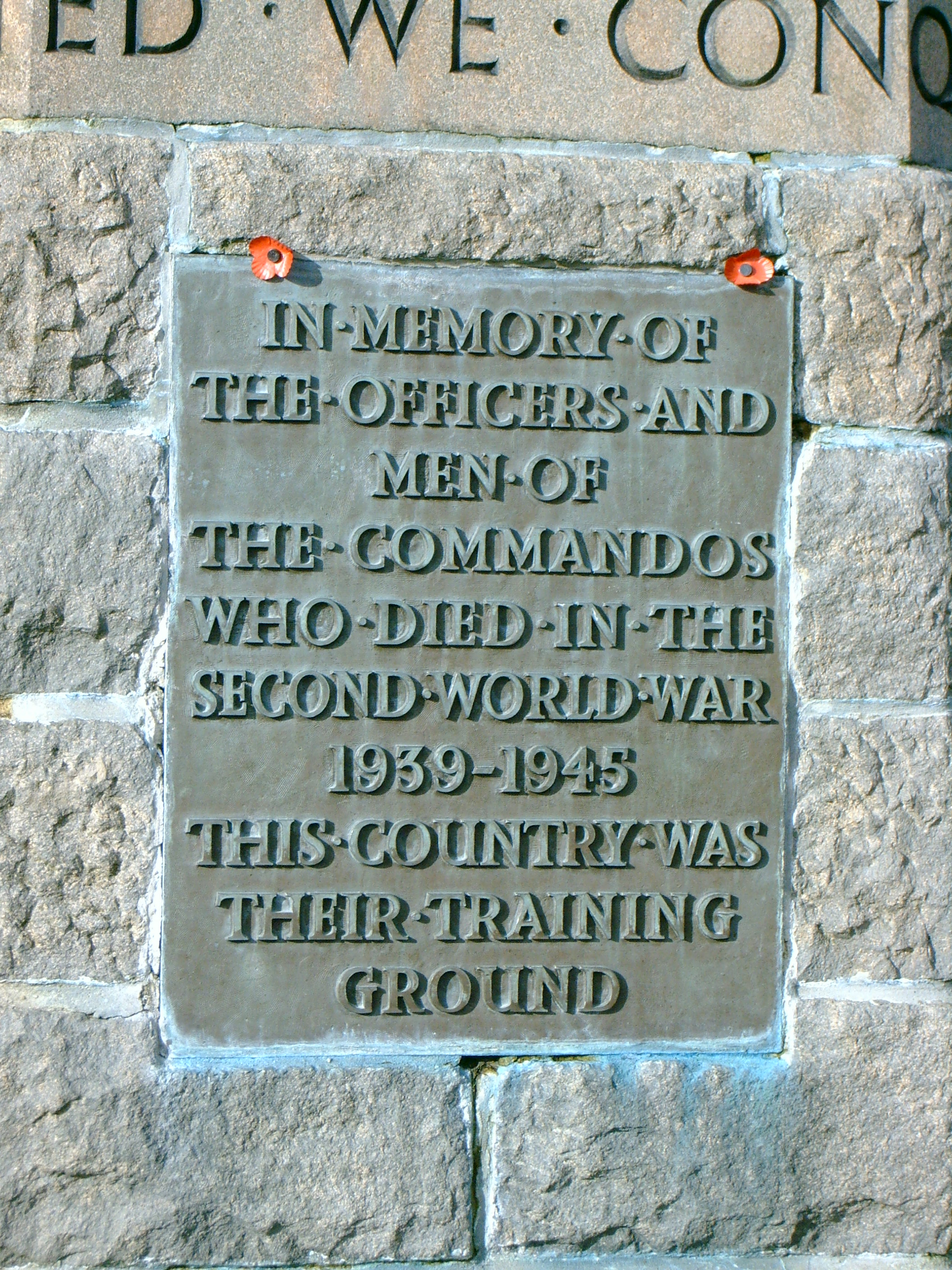
Gedenktafel

Auf der Gedenktafel am Sockel des Denkmals steht:

„In memory of the officers and men of the commandos who died in the Second World War 1939–1945
This country was their training ground.“

(Deutsch: „Zur Erinnerung an die Offiziere und Männer der Kommandos, die im Zweiten Weltkrieg 1939–1945 starben. Dieses Land war ihr Trainingsgelände.“)

## Commando Memorial Heritage Trail
Das „Scott Sutherland Commando Memorial Heritage Trail Project“ ist eine gemeinnützige Initiative, die das Leben und Werk des schottischen Bildhauers Scott Sutherland (1910–1984), des Gestalters des Denkmals nachhaltig ins öffentliche Bewusstsein zurückbringen möchte.

### Ziele des Projekts
- Installation von Gedenktafeln: Seit 2022 wurden mehrere Bronze- oder Messingtafeln an bedeutenden Orten installiert, beispielsweise am Denkmal selbst, in Wick (Sutherlands Geburtsort), an seinen Wohn- und Studienorten sowie am Duncan of Jordanstone College in Dundee.
- Leaping Salmon-Skulptur: Eine Sutherland-Arbeit aus den 1970er Jahren – eine „springende Forelle“ – soll in Achnacarry neu gegossen und aufgestellt werden. Die ursprüngliche Skulptur wurde zerstört. Sie soll als Mahnmal für jene Commandos dienen, die bei der Ausbildung starben oder schwer verletzt wurden.

### Hintergrund und Motivation
Das prägende Commando-Memorial („Die drei Männer auf dem Hügel“) lockt jährlich etwa 200.000 Besucher an. Doch drohte Sutherlands persönliches Vermächtnis in Vergessenheit zu geraten. Bei einem Treffen im Jahr 2021 in Perthshire beschlossen daher Mitglieder der Royal Marines Association und der Commando Association, seinen Namen zu bewahren. So entstand der Heritage Trail, ein Netzwerk aus Gedenktafeln und Skulpturen entlang der Orte, die mit seinem Leben verbunden sind.

### Projektstatus und Finanzierung
Phase 1 (2022–2023): Erstellung und Aufstellung der Gedenktafeln – mehrere wurden bereits installiert, beispielsweise in Spean Bridge, Wick, Dundee, Newport-on-Tay, Cheltenham und am Duncan-College.
Phase 2 (2023–2025): Der Fokus liegt auf der Neuguss-Skulptur „Leaping Salmon“. Der Rohguss ist bereits fertiggestellt. Die Mittel für den Sockel und die Einweihung sollen bis Mitte 2025 gesammelt werden.
Mit dem Projekt wird nicht nur Scott Sutherland als Künstler und Ausbilder geehrt, der von 1947 bis 1975 die Bildhauerei an der Duncan of Jordanstone School of Art leitete, sondern es wird auch die Erinnerung an die Gefallenen und Verletzten der Commando-Ausbildung wachgehalten.